# Pálmagerle
A pálmagerle (Streptopelia senegalensis) a madarak (Aves) osztályának galambalakúak (Columbiformes) rendjébe, ezen belül a galambfélék (Columbidae) családjába tartozó faj.

## Előfordulása
Afrikától kezdve Közép-Keleten át egészen Pakisztánig, Afganisztánig, Indiáig, Kínáig és Oroszország területéig megtalálható. Törökország és a Balkán felé is terjed. Ausztrália nyugati részére sikeresen betelepítették. Észak-Afrikában az állomány száma növekszik.

## Alfajai
- Streptopelia senegalensis senegalensis - Szenegáltól keletre Etiópiáig, az Arab-félsziget nyugati része és Törökország. Ezt az alfajt telepítették be Ausztráliába.
- Streptopelia senegalensis divergens - Botswana
- egyiptomi pálmagerle Streptopelia senegalensis aegyptiaca - Egyiptom, a Nílus deltájától délre Wadi Halfáig
- észak-afrikai pálmagerle Streptopelia senegalensis phoenicophila - Marokkó, Algéria, Tunézia és Líbia
- szokotrai pálmagerle Streptopelia senegalensis sokotrae - Szokotra szigete
- Streptopelia senegalensis cambayensis - az Arab-félsziget keleti része, Irán, India és Közép-Ázsia
- Streptopelia senegalensis ermanni - Irán
- Streptopelia senegalensis kirmanensis - Irán

## Megjelenése
A pálmagerle hossza 25–27 centiméter, szárnyfesztávolsága 40–45 centiméter, testtömege pedig 80–120 gramm. Tollazata felül túlnyomórészt vörösesbarna, alul krémszínű. A sötét kézevező és a kékesszürke evezőtollak különösen röptében láthatók jól. A hosszú farok sötét külső kormánytollainak vége fehér. A hím pompásabb színezetű és nagyobb, mint a tojó. Feje és torka ibolyakékek, a csőr viszonylag hosszú, fekete, a sötétbarna szemen rózsaszín szemhéj van. A nyak két oldalán fekete és barna foltok alkotta finom gyűrű található.

## Életmódja
Telelő madár, vagyis nem vándorol. Gyakran párban vagy rajokban él, és tartós párkapcsolat jellemzi. Tápláléka magok, gyümölcsök és rovarok. Akár 6 évet is élhet.

## Szaporodása
A pálmagerle ivarérettségét egyéves korában éri el. A költési időszak helyenként eltérő. Évente akár ötször is költ. Egy fészekaljban rendszerint két sima, fehéren csillogó tojás van, ezeken mindkét szülő 12–14 napig kotlik. Az első táplálék, amit a fiókák kapnak, a begytej. A fiatal madarak 14–17 nap után repülnek ki.

## Rokon fajai
A pálmagerle rokonai a balkáni gerle (Streptopelia decaocto) és a vadgerle (Streptopelia turtur).

## Képek

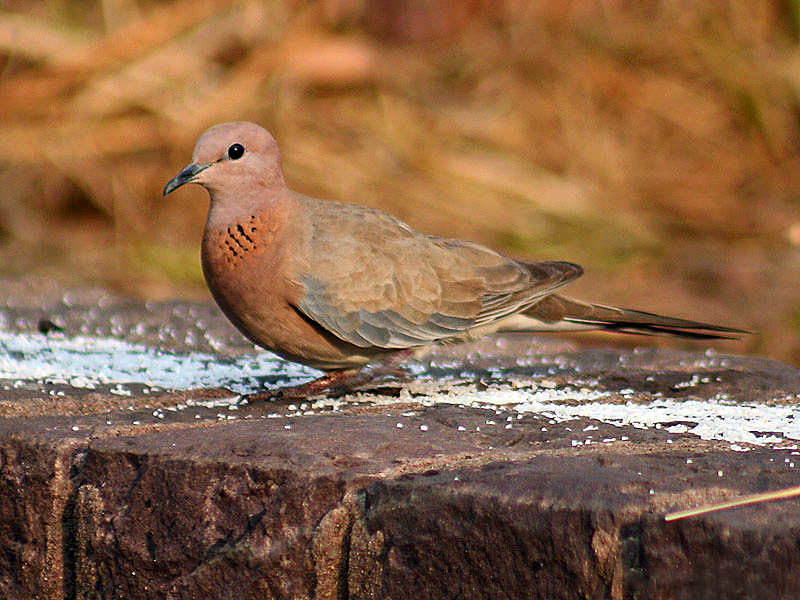
Vadonban és
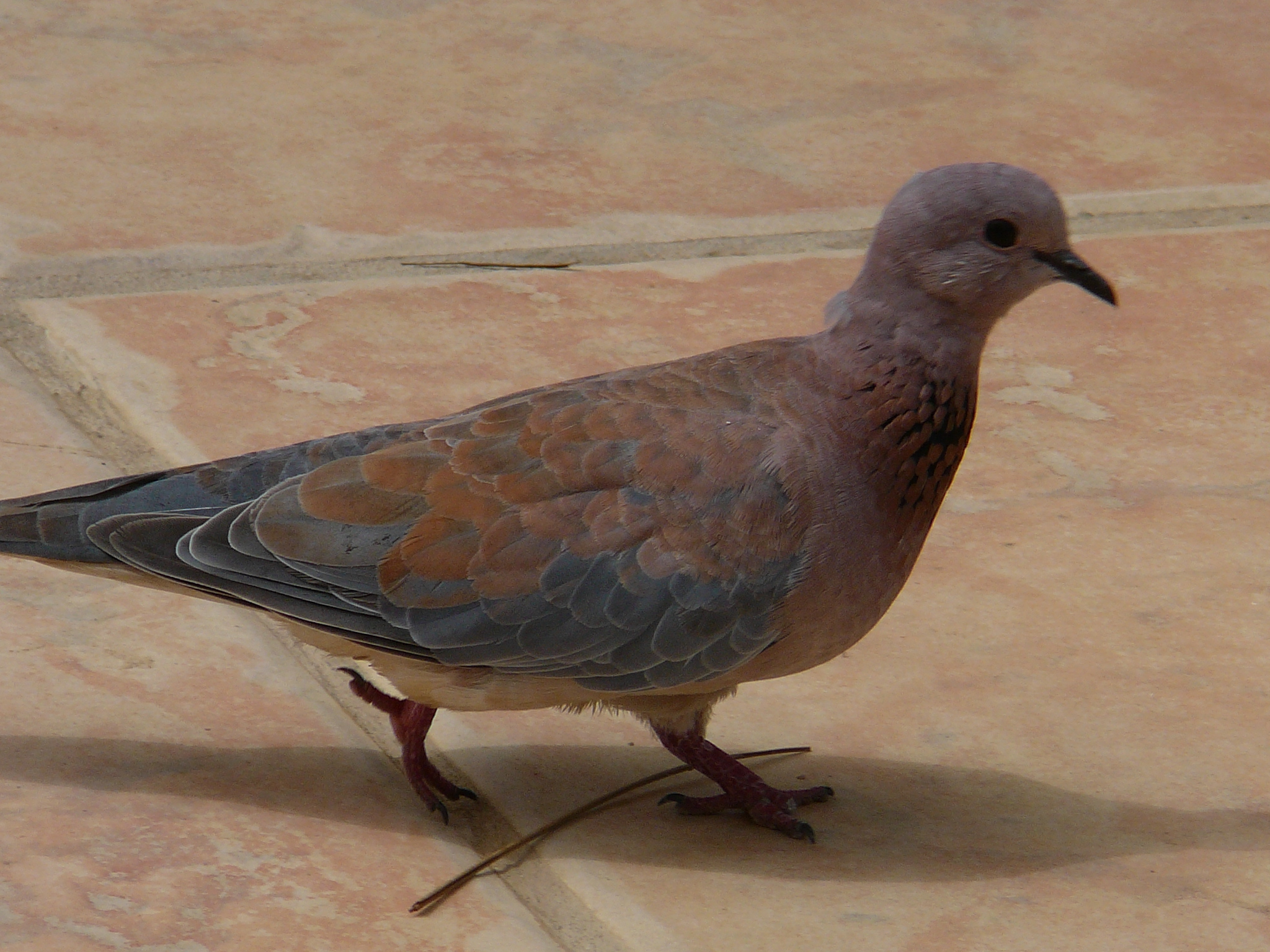
városban egyaránt
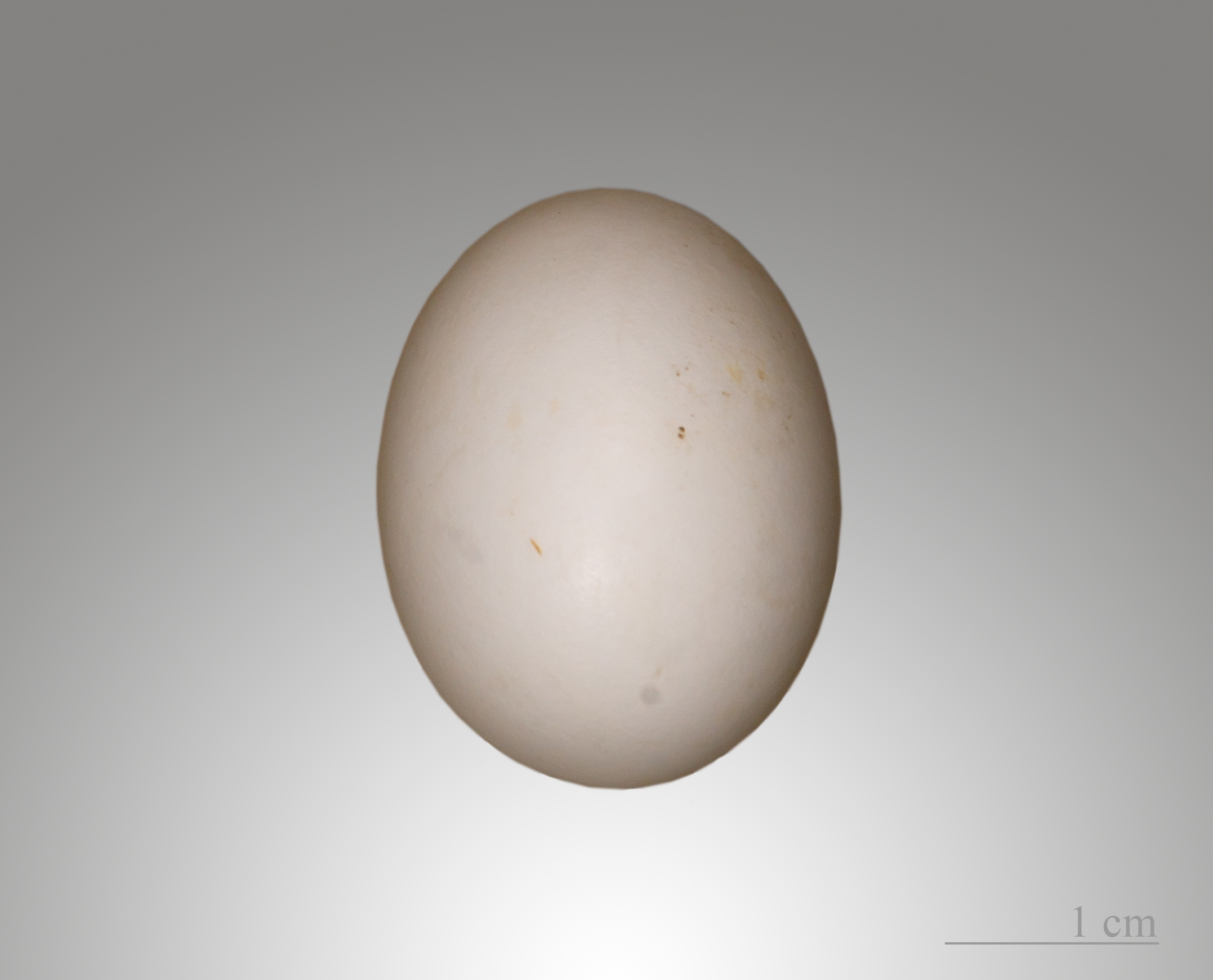
Tojása